# 九狮桥
九狮桥为位于中国浙江省绍兴市上虞区丰惠镇（原上虞县城）东大街东端的一座单孔石拱桥，南北向跨街河，原在等慈寺前，故初名等慈桥。该桥始建年代不详，南宋时已有，嘉定七年（1215）重修，元至正三年（1337）重建，并以桥上曾有九尊石狮而改现名，明万历十一年（1583）再次重修，现为上虞现存最早的石拱桥。
桥总长26.85米，宽8.8米，桥高6.3米，净跨9.95米，南北两侧各沿26级和29级台阶而上，桥拱以拱券石纵联砌成，上以长方形条石错缝叠砌，桥面以青石板错缝平铺，桥西南侧存有“嘉定七年岁次甲戌二月初六日辛丑重修”与“皇明万历拾壹年春正月吉旦重修”两处题记。